# Asyndetus maelfaiti
Asyndetus maelfaiti är en tvåvingeart som beskrevs av Daniel J. Bickel och Sinclair 1997. Asyndetus maelfaiti ingår i släktet Asyndetus och familjen styltflugor. Inga underarter finns listade i Catalogue of Life.